# 大寺触媒
大寺触媒（おおてらしょくばい）は、トランスエステル化触媒として使われている有機スズ化合物である。名称は日本の化学者、大寺純蔵に由来する。このイソチオシアネート化合物は和田らによって報告された有機スタンナン族の1つであり、大寺と共同研究者らによって触媒としての応用が検討された。

## 調製
この種の化合物は一般的に有機スズハロゲン化物と酸化物の反応によって調製することができる。
2 R2SnO + 2 R2SnX2 → (XR2SnOSnR2X)2
具体的には、チオシアネート化合物はジブチルスズオキシドとジブチルスズジイソチオシアネートの反応によって調製された。

## 応用
このイソシアネート化合物はトランスエステル化触媒として使うことができる。あまりよく知られていないものの、数多くの全合成において使われている。
この応用において、反応は架橋イソチオシアネート配位子と入ってくるアルコールとの置き換えによるアルコール架橋活性触媒の形成を介して起こる。スズはルイス酸として作用し、トランスエステル化生成物を与える。